# Radiosurgery
Radiosurgery è l'ottavo album in studio della band statunitense New Found Glory, pubblicato il 4 ottobre 2011 e anticipato dall'omonimo singolo il 2 agosto dello stesso anno. Successivamente è stato estratto come secondo singolo Anthem for the Unwanted, pubblicato il 1º dicembre.

## Tracce
1. Radiosurgery – 2:55
2. Anthem for the Unwanted – 3:13
3. Drill It in My Brain – 3:08
4. I'm Not the One – 3:22
5. Ready, Aim, Fire! – 3:05
6. Dumped – 3:06
7. Summer Fling, Don't Mean a Thing – 2:58
8. Caught in the Act (feat. Bethany Cosentino) – 3:00
9. Memories and Battle Scars – 2:40
10. Trainwreck – 2:58
11. Map of Your Body – 3:30

## Formazione
New Found Glory
- Jordan Pundik – voce
- Chad Gilbert – chitarra solista, voce secondaria
- Steve Klein – chitarra ritmica
- Ian Grushka – basso
- Cyrus Bolooki – batteria, percussioni

Altri musicisti
- Bethany Cosentino – voce in Caught in the Act

Produzione
- Neal Avron – produzione, missaggio, ingegneria del suono
- Erich Talaba – ingegneria del suono
- Ted Jensen – mastering
- Myriam Santos – fotografia
- Kyle Crawford – direzione artistica, layout